# Kontrolerzy
Kontrolerzy (węg. Kontroll) – węgierski komediodramat z 2003 roku w reżyserii Nimróda Antala. Jest to pierwszy film węgierski od ponad 20 lat, który pojawił się w oficjalnej selekcji na MFF w Cannes. Głównymi bohaterami filmu są kontrolerzy biletów pracujący w budapeszteńskim metrze.

## Obsada
- Sándor Csányi – Bulcsú
- Zoltán Mucsi – Profesor
- Csaba Pindroch – Muki
- Sándor Badár – Leczó
- Zsolt Nagy – Tibi
- Bence Mátyássy – Gyalogkakukk (Struś Pędziwiatr)
- Győző Szabó – Árnyék (Cień)
- Eszter Balla – Szofi
- László Nádasi – Laci
- Péter Scherer – főnök (szef)
- Lajos Kovács – Béla
- Károly Horváth – Tamás
- György Cserhalmi – Öltönyös ("ten w garniturze")
- János Kulka – Feri
- László Bicskei Kiss – Doki (Doktorek)
- Zsolt László – K., Kripli (Nub)
- Balázs Mihályfi – Gonzó
- József Tóth – Róbert
- Enikő Eszenyi – kobieta podpita
- János Derzsi – ostatni pasażer
- Balázs Lázár – duży fagas
- Melinda Völgyi – kobieta z wielkimi piersiami
- Imola Gáspár – kontrolerka w metrze
- János Greifenstein – jąkała
- Andy Heffler – Junkie
- Tamás Pintér – Lew
- Ilona Psota – starsza pani (wiedźma)
- Levente Törköly – gej
- László Bolyki – żyrafa
- Zsolt Szentiványi – Zsola

### W pozostałych rolach
- Éva Bacsa
- Béla Barabás
- Bálint Marcell
- Zsolt Bánki
- Krisztián Berg
- Péter Bergendy
- Zsóka Békefy
- Tamás Búvári
- Zsolt Czakó
- Gábor Czibere
- Alpár Cziglényi
- Dávid Csobai
- András Fésős
- Péter Galambos
- Gábor Gallyas
- Imola Gáspár
- János Greifenstein
- Andy Heffler
- Gábor Herendi
- Zoltán Hoffmeister
- Ákos Horváth
- Margó Kasza
- Péter Kiss
- Heléna Kiss
- Veronika Klement
- Babett Köllő
- Ernő Köves
- Szabolcs Máté
- László Mészáros
- Hunor Michálik
- Milan Mikulcik
- Tamás Molnár
- Imre Nagy
- Adrienn Nádor
- Szilvia Nemesdési
- Árpád Nick
- Márton Nyitrai
- Edit Orbán
- Béla Paczolai
- Gyöngyi Pápai
- Imréné Pocz Nagy
- Gábor Rohonyi
- Róbert Sarkady
- Csaba Sárvári
- Zoltán Sárvári
- Géza Schramek
- Andrea Takács
- Gergely Tapolczai
- Líviusz Varga
- Vera Varjasi
- Zsolt Venczel
- Miklós Viola
- Zoltán Viola
- Tibor Viszkó

## Zdjęcia
Zdjęcia realizowane były na terenie Węgier (Budapeszt).